# Wa-9
Wa-9 — тральщик Імперського флоту Японії, який взяв участь у Другій світовій війні.
Корабель, який належав до допоміжних тральщиків типу Wa-1, спорудили у 1942 році на верфі компанії Namura Shipbuilding.
З грудня 1942-го Wa-9 належав до 25-ї спеціальної військово-морської бази, яка відносилась до Другого Південного Експедиційного флоту (відповідав за операції у Індонезії), а з кінця листопада 1943-го до Четвертого Південного Експедиційного флоту (діяв на сході Індонезії, включно із західною частиною Нової Гвінеї). В січні 1943-го тральщик прослідував до Манокварі (північне узбережжя новогвінейського півострова Чендравасіх) та далі майже два роки виконував ескортні та протичовнові завдання на сході Індонезії, із рейсами до Бабо (західне завершення Нової Гвінеї), Амбону, Кау (острів Хальмахера) та інших місць. Періодично йому доводилось виконувати й інші завдання, як то транспортний рейс 10 – 12 травня 1943-го чи траління у Бабо в серпні 1943-го.
У грудні 1944-го корабель перевели до 10-ї спеціальної військово-морської бази. Того ж місяця Wa-9 пройшов на захід і далі діяв у районі Північної Суматри та півострова Малакка.
На момент капітуляції Японії Wa-9 перебував у Сінгапурі. В 1946-му його передали Великій Британії.